# 9GAG
9GAG — интернет-платформа и социальная сеть для загрузки и обмена контентом, сделанным лично пользователями или взятым с других сайтов. Офис 9GAG находится в Маунтин-Вью. Со дня основания, 12 апреля 2008, и до сегодняшнего дня сайт заполучил больше 34 миллионов лайков в Фейсбуке, 8 миллионов читателей в Твиттере и 46 миллионов подписчиков в Инстаграмме. Он является одним из самых успешных сайтов, входя в Топ-200 веб-сайтов и его стоимость примерно составляет 56 млн долларов США.

## История
Сайт был основан в 2008—2009 годах студентом Гонконгского Университета Рэем Чаном, его братом Крисом Чаном, и другими желающими создать альтернативную онлайн-платформу для общения, на которой пользователи могли легко поделиться юмористическими фотографиями или видео. В интервью 2012 года Рэй Чан отказался пояснить, откуда происходит название «9GAG».
Изначально сайт был «просто для удовольствия», однако впоследствии создатели начали использовать 9GAG как резюме-строитель для программы по ускорению 500 Startups. Во время летней программы, на 9GAG команда работала над другими стартап-идеями, в том числе StartupQuote и Songboard. После программы 500 Startups, 9GAG участвовал в инкубаторе Y Combinator и его пользовательская база увеличилась на 70 миллионов общих уникальных посетителей в месяц. Команда основателей интернет-платформы прекратила все другие проекты и сосредоточилась исключительно на 9GAG. За помощь и наставничество они выплатили акции для 500 Startups.
В июле 2012 года, 9GAG дополнительно получили 2,8 миллиона долларов в финансирование от Кремниевой долины на базе венчурного капитала, включая «True Ventures» и Greycroft Partners. Компания позже выпустила приложение на платформе iOS для iPhone.
В августе 2012 года, 9GAG получил ещё 2,8 миллиона в финансирование от венчурных капиталистов Кремниевой долины, в том числе «True Ventures» и «Greycroft Partners», а также индивидуальных инвесторов, как Кристофер Сакка, Кевин Роуз, и Навал Равикант. Эти средства помогли поддержать рост команды 9GAG как в Гонконге, так и в Кремниевой долине.

### Разработка мобильного приложения
9GAG имеет мобильные приложения для iOS, Android, Windows Phone 8 и BlackBerry 10.
В июле 2012 года, 9GAG запустила приложение для iOS и Android. Мобильное приложение является модернизированной версией сайта для просмотра веб-контента. Летом 2014 9GAG запущен 9CHAT. 9GAG пользователи могут входить в свою учётную запись и писать незнакомым людям, послав им сообщение. 9CHAT улучшился благодаря включению групп в различных разделах. Стало возможно создавать беседы с несколькими людьми одновременно. В январе 2015 года, 9GAG запустил свою первую игру под названием «9GAG Redhead redemption».

## Контент
- Содержание сайта в основном состоит из «Интернет-мемов». За них можно голосовать положительно и отрицательно, а также записи комментируются пользователями, основываясь на популярности в данный момент времени[15].
- Как и на других социальных сайтах, как Reddit и Digg, на 9GAG используют пользовательский контент, который является общим для всего сообщества. «мемы» имеют разные категории, они обычно являются юмористическими картинками или комиксами с подписями, передающие определённые послания обществу[16].
- Контент разделяется на следующие основные категории: горячее, популярное, свежее, телевидение, девушки, комиксы, эротика, косплей, глупое, своевременное, мемы, WTF, и несколько других, таких как милота, еда, GIF-файлы. Веб-сайт позволяет пользователям голосовать за или против мема, который подкрепляется длинным потоком комментариев, где пользователи комментируют изображения/видео и отвечают на комментарии друг друга.
- Большинство контента 9GAG, представленного в виде картинок-мемов, с изображёнными на них животными например, Пёс-советчик, имеет тенденцию быть самым популярным.
- Другие популярные мемы — это Медведь-исповедник, Чрезмерно привязанная девушка, Проблемы Первого мира, Неловкий Пингвин, Подонок Стив, Невезучий Брайан, Пингвин-социопат, и ряд других.
- На этих изображениях, как правило, надписи идут сверху вниз. Верхняя надпись описывает определённую ситуацию, а в нижней надписи обычно идёт дополнение к верхней, добавив сообщению юмористический оттенок.
- Мемы обычно представлены в виде 4х4 комикса.
- «Rage meme» комикс стал мемом, изображающим раздражительное происшествие, где последний кадр изображения отображаются буквы «FU» (то есть первые две буквы слова «fuck»).
- Rage комиксы позже стали делиться на мемы, с героями комиксов «все прошло лучше, чем ожидалось» и «навсегда один».
- Особенно популярны в последнее время стали комиксы Polandball.

## Культура сайта
- Пользователей 9GAG обычно называют «9gaggers».
- Большинство выходов на сайт происходит в общественных местах, как школы или на рабочем месте.
- По словам создателя Рэя Чана, 9GAG должен быть платформой «куда люди будут идти, когда они хотят, чтобы убить время и посмеяться»[16].